# Пуаре, Рафаэль
Рафаэ́ль Пуаре́ (фр. Raphaël Poirée; род. 9 августа 1974, Рив, Изер, Рона — Альпы) — один из самых титулованных французских биатлонистов, четырёхкратный обладатель Кубка мира, восьмикратный чемпион мира, трёхкратный призёр Олимпийских игр. Завершил спортивную карьеру в 2007 году, однако в 2008 году принял участие в чемпионате мира по лыжным гонкам среди военных, где стал пятым в компании действующих на тот момент профессиональных лыжников. 15 мая 2012 года возглавил белорусскую мужскую сборную по биатлону (контракт сроком до конца Олимпиады 2014 в Сочи).
Рафаэль Пуаре завершил карьеру в сезоне 2006/2007 годов в возрасте 32 лет.
Его последней гонкой стал потрясающий масс-старт в Хольменколлене, где он проиграл своему главному сопернику Уле-Эйнару Бьёрндалену 3 сантиметра. В своём последнем сезоне Раф был просто великолепен, особенно во второй половине. Он был потенциальным победителем Кубка мира, но не поехал на последний этап в Ханты-Мансийск.

## Личные данные
- Рост: 173 см
- Вес: 70 кг
- Языки: французский, английский, норвежский, итальянский
- Образование: бакалавр
- Первое участие в Кубке мира: Лахти (Финляндия) в 1995 году

## Карьера
Биатлоном Рафаэль начал заниматься в возрасте 20 лет, в 1994 году. Его младший брат Гаэль также занимался биатлоном, но не достиг значимых успехов.
Рафаэль Пуаре дебютировал в Кубке мира в сезоне 1995/96 и занял 17-е место, что являлось неплохим результатом для молодого спортсмена. Год спустя он уже заявил о себе во весь голос, войдя в пятёрку лучших биатлонистов по итогам сезона. Правда, талантливого атлета в те годы отличала нестабильность результатов, вследствие чего ему никак не удавалось выиграть награды мировых первенств и Олимпийских игр. В то время как его ровесник Уле-Эйнар Бьёрндален выиграл Олимпиаду и Кубок мира в 1998 году, Рафаэля, обладавшего приличной скоростью на лыжне, подводила неточная стрельба. В дальнейшем противостояние этих двух спортсменов станет центральным в мужском биатлоне на протяжении многих лет.
Переломным моментом в карьере Пуаре стали тренировки в стрельбе под руководством Жан-Пьера Ама. Результатом упорной работы стал первый Кубок мира в сезоне 1999/2000 и первый титул чемпиона мира в Хольменколлене. В 2001 году военнослужащий французской армии повторил свой успех, добавив к Большому хрустальному глобусу ещё и две золотые медали чемпионата мира в Поклюке. В 2002 году Рафаэль выиграл и третий кубок подряд, в очередной раз оставив позади своего главного соперника Бьёрндалена.
Помимо спортивных побед, успех сопутствовал французу и на личном фронте. По окончании сезона 1999/2000 он женился на своей давней возлюбленной и коллеге, норвежке Лив Грете Шельбрейд.
Единственное, чего недостаёт Рафаэлю, - это Олимпийского золота. На зимних Олимпийских играх 2002 года в Солт-Лейк-Сити Пуаре выиграл серебряную медаль в пасьюте. В составе французской эстафетной команды также выиграл бронзовую медаль.
Сезон 2002/2003 стал неудачным для Пуаре. Рождение дочери Эммы не позволяло ему полностью сконцентрироваться на соревнованиях и привело к утрате завоёванных позиций.
Однако в 2004 году Рафаэль вновь доказал, что является выдающимся атлетом. На чемпионате мира в немецком Оберхофе Пуаре выиграл три золотые, одну серебряную и одну бронзовую медаль (в эстафете). Вместе со своей женой, Лив-Грете Пуаре, которая выиграла четыре золотые медали, супружеская пара стала обладательницей семи из десяти золотых медалей, которые разыгрывались на чемпионате. Рафаэль выиграл практически все гонки в конце сезона и завоевал Большой хрустальный глобус и малые глобусы за победу в каждой биатлонной дисциплине. Возможно, возвращение супруги на лыжню помогло спортсмену вернуть былые стимулы к победе.
Сезон 2004/2005 сложился нелегко для Рафаэля, однако он одержал три победы и вошёл в тройку лучших по итогам сезона. 
На Олимпийских играх в Турине Рафаэль не смог достичь своей главной цели — золота, а ограничился лишь бронзой в эстафетной гонке.
Всего с 2000 по 2007 годы Рафаэль Пуаре восемь раз завоёвывал звание чемпиона мира в разных дисциплинах.

## Семья и увлечения
С мая 2000 года был женат на норвежской биатлонистке Лив Грете Шельбрейд. В 2013 году пара объявила о разводе.
У Рафаэля и Лив-Грете три дочери:
1. Эмма (род. 27 января 2003),
2. Анна (род. 10 января 2007),
3. Лена (род. 10 октября 2008).

В свободное время Раф, как его называют друзья, увлекается кино, любит играть в теннис. Спортсмен отличается коммуникабельностью, хорошим чувством юмора, любит и умеет играть на публику.

## Спортивные успехи
- 1998:  «бронза» в пасьюте на чемпионате мира
- 2000:  «золото» в масс-старте и «бронза» в пасьюте, победа в общем зачёте Кубка мира
- 2001:  «золото» в пасьюте и эстафете, «серебро» в пасьюте, победа в общем зачёте Кубка мира
- 2002:  олимпийское «серебро» в пасьюте на 12,5 км и «бронза» в эстафете, «золото» в масс-старте на чемпионате мира, победа в общем зачёте Кубка мира
- 2003:  «бронза» в масс-старте, четвёртый в общем зачёте Кубка мира
- 2004:  «золото» в спринте, индивидуальной гонке и масс-старте, «серебро» в пасьюте и «бронза» в эстафете, победа в общем зачёте Кубка мира
- 2005:  «бронза» в масс-старте, третий в общем зачёте Кубка мира
- 2006:  олимпийская «бронза» в эстафете, «бронза» в смешанной эстафете, второй в общем зачёте Кубка мира
- 2007:  «золото» в индивидуальной гонке на 20 км и «бронза» в масс-старте, «серебро» в смешанной эстафете, третий в общем зачёте Кубка мира